# We Can't Sleep at Night (album)
We Can't Sleep at Night je debitantski studijski album slovenske indie rock skupine We Can't Sleep at Night, izdan 1. januarja 2008 pri založbi Kapa Records.
Dušan Jesih je v članku za MMC RTV-SLO izpostavil, da glasba na albumu spominja na tisto skupin Joy Division (ki je bila pogost vir navdiha za številne indie rock skupine), Pixies in Franz Ferdinand.

## Kritični odziv
Na Radiu Študent je bil album uvrščen na 6. mesto Naj domače tolpe bumov, seznama najboljših slovenskih albumov leta.

### Priznanja
| objava        | uvrstitev | seznam                      |
| ------------- | --------- | --------------------------- |
| Radio Študent | 6.        | Naj domača Tolpa bumov 2008 |

## Seznam pesmi
Vse pesmi je napisala skupina We Can't Sleep at Night.
1. "Minor War" – 1:50
2. "We Can't Sleep at Night – Boxes" – 2:08
3. "Unbelieveable" – 1:12
4. "Trigger-Happy Tanks" – 3:05
5. "Chain Me!" – 2:12
6. "Blockish" – 2:21
7. "Happy Singing" – 2:26
8. "Alright, Okay" – 2:41
9. "Sea Near Me" – 2:39
10. "No Offense" – 2:58
11. "Tm t Dm" – 3:21
12. "Ordinary Day" – 4:33
13. "Božično-novoletna pozitivna stvar" – 3:46

## Zasedba
We Can't Sleep at Night
- Marko Lavrin — vokal, kitara
- Gašper Vozelj — bas kitara
- Jure Lavrin — bobni
- Primož Vozelj — zvočni tehnik (v živo)

Ostali glasbeniki
- Robi Biloderič — surf kitara (4)

Tehnično osebje
- Matej Grginič — snemanje bobnov in bas kitare (aBox studio)
- Rok Koritnik — snemanje in obdelava vokala (Polestar studio)
- Andrej Hrvatin — miksanje (Satoration studio)
- Carl Saff — mastering
- Jure Lavrin — oblikovanje naslovnice
- Lucija Smodiš — oblikovanje naslovnice